# William Francis Gray Swann
William Francis Gray Swann (* 29. August 1884 in Ironbridge (England); † 29. Januar 1962 in Swarthmore (Pennsylvania)) war ein englischer Physiker.

## Leben
William Francis Gray Swann wurde am 29. August 1884 in Ironbridge, einem Ort der Grafschaft Shropshire, geboren. Er studierte an der University of London, wo er 1905 seinen B.Sc.-Abschluss erhielt. 
Anschließend war er bis 1907 Assistent am Royal College of Science (heute Imperial College London) und danach bis 1913 an der University of Sheffield. 1910 wurde er bei Hugh Longbourne Callendar mit einer Arbeit über die Bestimmung spezifischer Wärmenn von Luft und Kohlendioxid an der University of London promoviert.
Den Rest seiner Karriere verbrachte Swann in den USA. Von 1913 bis 1917 war er leitender Physiker der Abteilung für Erdmagnetismus an der Carnegie Institution for Science in Washington, D.C., ging dann bis 1918 an das National Bureau of Standards, war daran anschließend bis 1923 Physikprofessor an der University of Minnesota in Minneapolis und dann für ein Jahr an der University of Chicago. Von 1924 bis 1927 war er als Direktor des Sloane Laboratory der Yale University und anschließend Direktor der Bartol Research Foundation in Swarthmore, wo er bis zu seiner Emeritierung 1959 blieb.
Swanns physikalische Interessenschwerpunkte waren zunächst der Erdmagnetismus und die atmosphärische Elektrizität, dann kosmische Strahlung, Teilchenphysik und Philosophie der Physik.
Swann war auch ein ausgezeichneter Cellist, er gründete das Swarthmore Symphony Orchestra.

## Ehrungen
- Von 1931 bis 1933 war Swann Präsident der American Physical Society.[6]
- In den Jahren 1951, 1952 und 1953 war Swann für den Nobelpreis nominiert[7], hat ihn aber nicht erhalten.
- 1960 erhielt er die Elliott-Cresson-Medaille.[4]
- Im Jahre 1970 benannte die Internationale Astronomische Union den Mondkrater Swann offiziell nach William Francis Gray Swann.[8]
- Der ins Wright Inlet mündende Swann-Gletscher in der Antarktis ist nach Swann benannt.[9]

## Bücher
- W. F. G. Swann: Die Architektur des Universums. Keil Verlag, Berlin 1934 (englisch: The architecture of the universe. New York. Übersetzt von Karl Soll).
- W. F. G. Swann: Physics (= The Sciences). John Wiley & Sons, New York 1941 (englisch).